# Aeroportul Tallinn
Aeroportul Tallinn (în estonă Tallinna lennujaam) sau Aeroportul Lennart Meri Tallinn (în estonă Lennart Meri Tallinna lennujaam) este cel mai mare aeroport din Estonia și servește ca un hub pentru compania aeriană națională Nordica, fiind totodată și hub secundar pentru AirBaltic și LOT Polish Airlines.
Aeroportul are o singură pistă din beton asfaltic, 08/26, adică 3.480 by 45 metri (11.417 × 148 ft) care este destul de mare pentru ca aeronave ca Boeing 747 să poată ateriza, cinci căi de rulare și paisprezece terminale. Începând cu 29 martie 2009, aeroportul este cunoscut oficial ca Aeroportul Lennart Meri Tallinn, în onoarea liderului mișcării de independență a Estoniei și celui de-al doilea președinte al Estoniei, Lennart Meri.

## Dezvoltare
Înainte de înființarea actualului aeroport din zona Ülemiste, Aeroportul Lasnamäe era principalul aeroport din Tallinn, care servise drept bază pentru compania aeriană Aeronaut. După ce Aeronaut a dat faliment în 1928, serviciul aerian a fost continuat de către Deruluft, care a folosit o pistă din satul Nehatu, aflată la 12 kilometri (7,5 mi) de la centrul orașului Tallinn. Prima bază de hidroavioane a fost construită pe malul lacului Ülemiste între anii 1928-1929 pentru a servi hidroavioanelor finlandeze. Acest port a fost dezafectat după al Doilea Război Mondial. La 26 martie 1929, Riigikogu a adoptat un act de expropriere pentru a înființa un aeroport public. 10   hectare de teren au fost expropriate de la societatea pe acțiuni Dvigatel și alte 22 de hectare au fost expropriate de la descendenții lui Vagner. Au fost plătite 10 milioane de senți proprietarilor de teren ca despăgubiri. Lucrările de nivelare, reamenajare și de renovare au costat și ele 5 milioane de senți.
Lucrările de construcție pentru aeroportul din Tallinn au fost demarate pe 16 noiembrie 1931, iar prima aeronavă care a aterizat pe acest aeroport a fost cea pilotată de căpitanul Reissa, Avro 594 Avian, din cadrul Forțelor Aeriene ale Estoniei. Aeroportul a fost inaugurat oficial la 20 septembrie 1936, deși a funcționat și înainte de deschiderea oficială, cu LOT Polish Airlines, care a început primul său zbor de pasageri din Tallinn la 18 august 1932 cu Fokker F.VIIb. Costul total al întregului proiect al aeroportului, inclusiv costul de construire a hangarelor de zbor, a fost de 25 de milioane de senți.